# Asthenotricha barnsae
Asthenotricha barnsae är en fjärilsart som beskrevs av Louis Beethoven Prout 1935. Asthenotricha barnsae ingår i släktet Asthenotricha och familjen mätare. Inga underarter finns listade i Catalogue of Life.